# Stabroek
Stabroek es una localidad y municipio de la provincia de Amberes en Bélgica. Sus municipios vecinos son Amberes y Kapellen. Tiene una superficie de 21,5 km² y una población en 2018 de 18.529 habitantes, siendo los habitantes en edad laboral el 66% de la población.

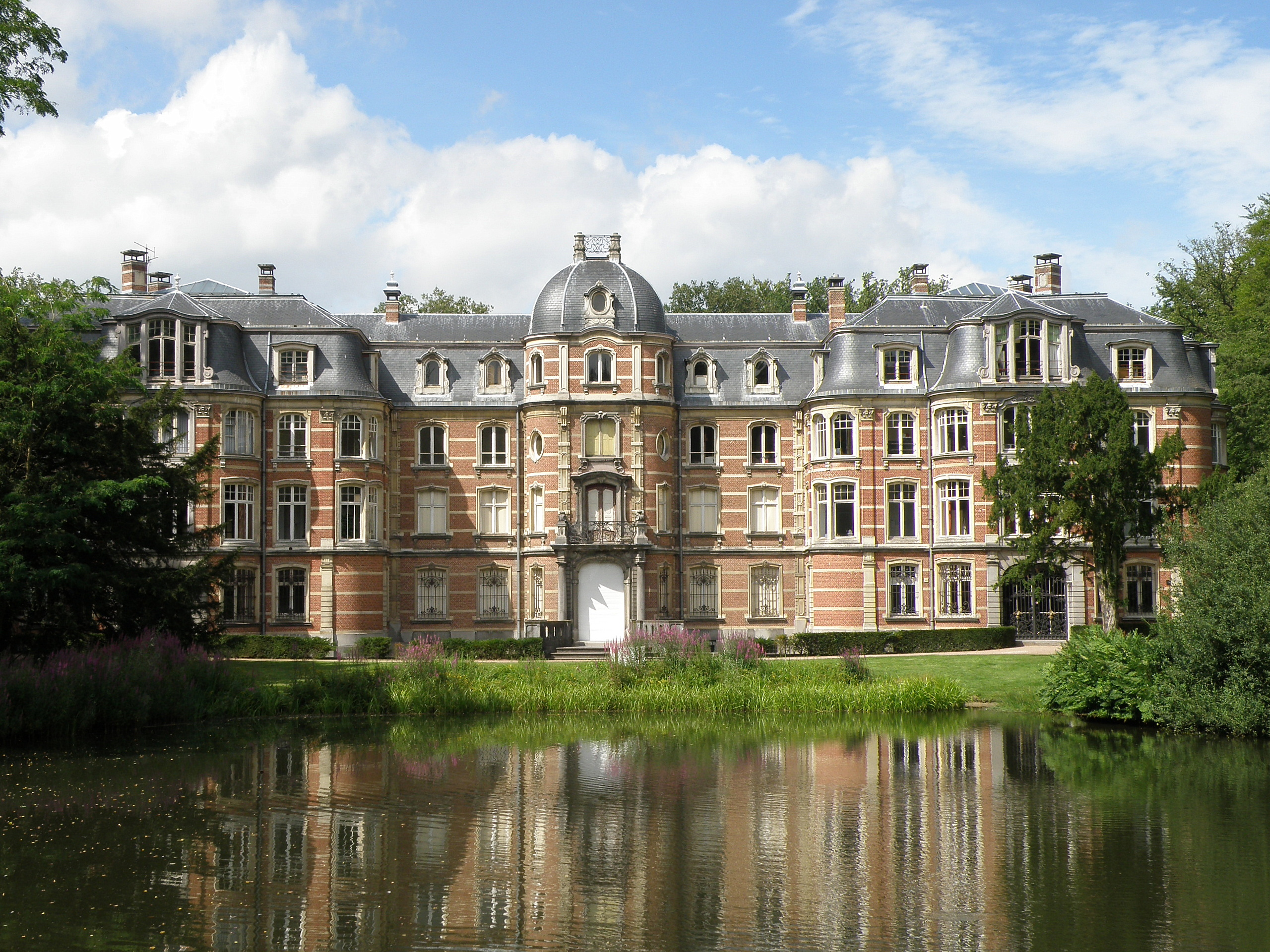
Castillo de Ravenhof.

## Localidades del municipio
- Hoevenen
- Stabroek

## Demografía

### Evolución
Todos los datos históricos relativos al actual municipio, el siguiente gráfico refleja su evolución demográfica, incluyendo municipios después de efectuada la fusión el 1 de enero de 1977.
| Gráfica de evolución demográfica de Stabroek entre 1846 y 2020 |
|                                                                |